# Divjakë
Divjakë é uma cidade e município (em albanês:  bashkia) da Albânia localizado no distrito de Lushnjë, prefeitura de Fier.